# (3143) Genecampbell
(3143) Genecampbell (1980 UA) – planetoida z pasa głównego asteroid okrążająca Słońce w ciągu 4,8 lat w średniej odległości 2,85 au. Odkryta 31 października 1980 roku.